# Lista de museus do Estado da Palestina

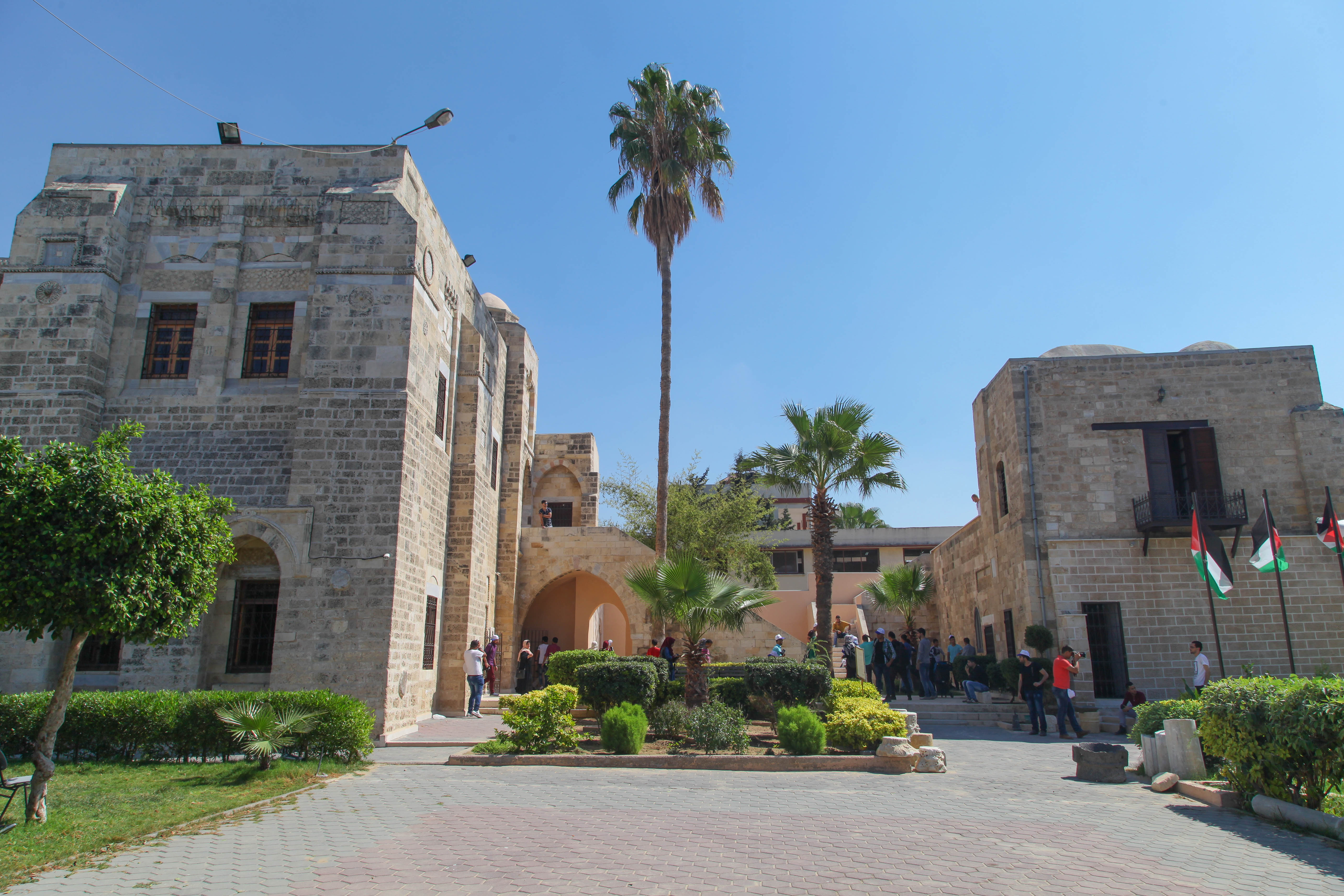
Palácio Museu Pasha's (Qasr al-Basha), Gaza

Esta é uma lista de museus do Estado da Palestina:

## Belém
- Museu Al-Badd para a Produção de Azeite, Belém
- Museu Baituna al-Talhami, Belém

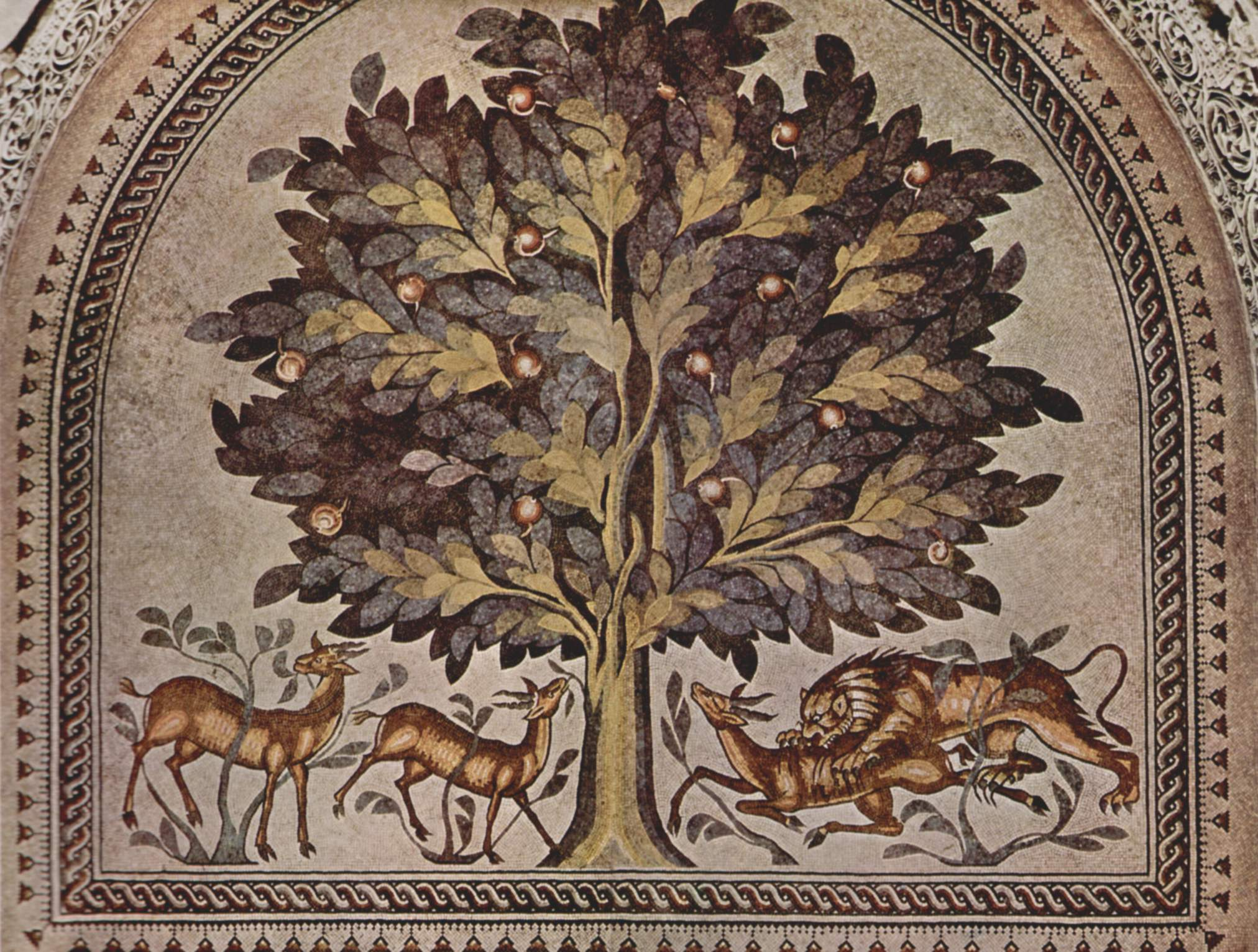
Mosaico no Palácio Hisham, em Jericó

- Mosaico no Palácio Hisham, em JericóMuseu de História Natural da Palestina, Belém
- Museu Riwaya - Centro da Paz de Belém, Praça da Manjedoura, Belém[1]
- Museu do Castelo Murad para o Patrimônio Palestino, Al-Khader[2][3]

## Birzeit

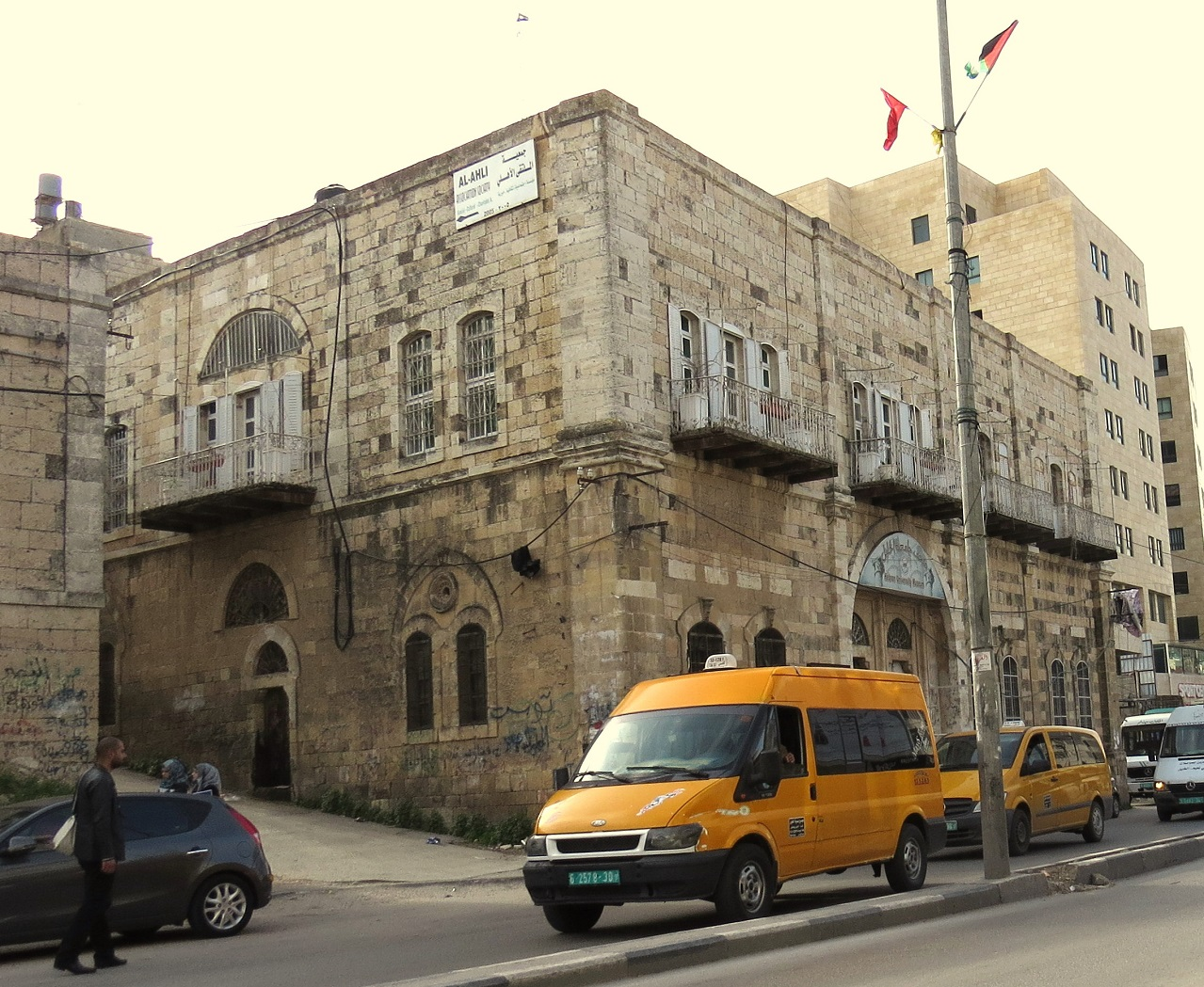
Museu da Universidade de Hebron

- Museu Palestino, Birzeit[4]
- Museu da Universidade de HebronMuseu da Universidade de Birzeit[5]

## Faixa de Gaza
- Qasr al-Basha (Museu do Palácio do Paxá), Cidade de Gaza
- Al Mat'haf, um pequeno museu de arqueologia privado na cidade de Gaza
- Museu Cultural Al Qarara[6]
- Fundação Yasser Arafat – Escritório de Gaza

## Hebrón
- Museu da Universidade de Hébron
- Museu de Hebron Antiga[7][8]

## Jericó
- Museu do Palácio de Hisham
- Museu Russo, Jericó[9]

## Jerusalém
- Museu Islâmico, Jerusalém
- Centro Abu Jihad e Museu para Cativos, Universidade Al-Quds[10]
- Museu de Ciências da Universidade Al-Quds[11]
- Conheça a Matemática - Museu da Matemática, Abu Dis[12]
- Museu Arqueológico da Palestina, Jerusalém Oriental[13]
- Museu do Património Palestino, Jerusalém Oriental[14]
- Museu Arménio, Bairro Arménio, Jerusalém Oriental[15]
- Museu Terra Santa, Bairro Cristão, Jerusalém Oriental[16]

## Nablus
- Museu dos Samaritanos, Monte Gerizim
- Museu do Património Popular Palestiniano da Universidade Nacional An-Najah[17]

## Qalqilya
- Museu da Educação (Zoológico de Qalqilya) [18]

## Ramala
- Museu Mahmoud Darwish, Ramallah[19]
- Museu Arafat[20]
- Khan Al-Bireh[21]

## Tulcarém
- Museu Al-Mentar / Al-Mintar Tulkarm[22][23]
- Museu Arqueológico de Tulcarém[24]